# Maudie
 (novembre 2020).
Pour plus de détails, voir Fiche technique et Distribution.
Maudie est un film biographique canadien réalisé par Aisling Walsh, sorti en 2016.

## Synopsis
L'histoire vraie de la peintre Maud Lewis, une femme de ménage qui, un jour, devient célèbre en Nouvelle-Écosse pour ses peintures naïves et se marie avec Everett Lewis, un vendeur de poissons qui n'est autre que le grand amour de sa vie.

## Fiche technique
- Titre original et français : Maudie
- Réalisation : Aisling Walsh
- Scénario : Sherry White
- Photographie : Guy Godfree
- Montage : Stephen O'Connell
- Musique : Michael Timmins
- Production : Bob Cooper, Mary Young Leckie, Mary Sexton et Susan Mullen
- Sociétés de production : Rink Rat Productions, Screen Door et Parallel Films
- Société de distribution : Mongrel Media
- Langues originales : anglais
- Format : Couleurs
- Durée : 116 minutes
- Dates de sortie :
  -  États-Unis : 2 septembre 2016 (Festival du film de Telluride)
  -  Canada : 14 avril 2017
  -  Irlande : 4 août 2017
  -  France : 16 janvier 2018 (DVD)

## Distribution
- Sally Hawkins (VQ : Éveline Gélinas): Maud Lewis
- Ethan Hawke (VQ : Louis-Philippe Dandenault): Everett Lewis
- Kari Matchett (VQ : Pascale Montreuil) : Sandra
- Gabrielle Rose (VQ : Claudine Chatel): Tante Ida
- Zachary Bennett (VQ : Tristan Harvey) : Charles Dowley
- Billy MacLellan (VQ : Alexis Lefebvre): Frank
- Marthe Bernard : Kay
- David Feehan : Paul
- Greg Malone (en) : Mr. Hill

 Source et légende : version québécoise (VQ) sur Doublage.qc.ca

## Accueil

### Accueil critique
Sur l'agrégateur américain Rotten Tomatoes, le film récolte 89 % d'opinions favorables pour 149 critiques. Sur Metacritic, il obtient une note moyenne de 65⁄100 pour 35 critiques.

## Prix
Grand Prix Hydro-Québec 2016, Festival du cinéma international en Abitibi-Témiscamingue